# 김형오
김형오(金炯旿, 1947년 11월 30일 ~ )는 대한민국의 정치인이다. 호(號)는 임당(林堂).

## 학력
- 1960년 고성국민학교 졸업
- 1963년 경남중학교 졸업
- 1966년 경남고등학교 졸업
- 1971년 서울대학교 외교학 학사
- 1975년 서울대학교 대학원 정치학 석사
- 1999년 경남대학교 대학원 정치외교학 박사

#### 명예 박사 학위
- 2007년 한국해양대학교 명예법학 박사
- 2008년 공주대학교 명예교육학 박사
- 2009년 톈진대학교 명예관리학 박사
- 2011년 소피아 대학교 명예경영학 박사
- 2011년 소피아 대학교 명예자연과학 박사

## 경력
- 1986년 ~ 1990년 국무총리 정무비서관
- 1990년 대통령비서실 정무비서관
- 1992년 ~ 2012년 제14·15·16·17·18대 국회의원
- 1992년 ~ 2004년 국회 과학기술정보통신위원회 위원 (교통체신위원회, 교통위원회,과학기술통신위원회)
- 1996년 ~ 1997년 신한국당 기획조정위원장
- 1998년 한나라당 제1사무부총장
- 1998년 ~ 2000년 한나라당 정보통신위원장
- 2000년 ~ 2001년 한나라당 부산시당 위원장
- 2001년 국회 실업대책특별위원회 위원장
- 2001년 ~ 2003년 국회 과학기술정보통신위원회 위원장
- 2003년 한나라당 개혁특별위원회 정치개혁 분과위원장
- 2004년 한나라당 17대총선 공약개발위원장
- 2004년 당 17대총선 선거대책본부장
- 2004년 ~ 2005년 한나라당 사무총장
- 2005.2~4. 미국 스탠포드 대학교 아세아태평양연구소(APARC) 방문학자(Visiting Scholar)
- 2004년 ~ 2008년 국회 농림해양수산위원회, 국회운영위원회 의원
- 2005년 ~ 2006년 한나라당 인재영입위원회 위원장
- 2006년 ~ 2007년 한나라당 원내대표 (최장수)
- 2007년 17대 이명박 대통령후보 선거대책위 일류국가비전위원장 (정책 공약 총괄)
- 2007년 ~ 2008년 제17대 대통령직인수위원회 부위원장
- 2008년 7월 ~ 2010.06월: 제18대 전반기 국회의장
- 2010년 6월 ~ 2012년 5월: 18대 후반기 국회 외교통상통일위원회 위원
- 2013년 6월 ~2019년 9월 : 부산대학교 석좌교수
- 2015년 5월 :  미국 스탠포드 대학교 아세아태평양연구소(APARC) 및 하버드 대학교 케네디스쿨 특별초청 강연
- 2015년 7월 ~ 2020. 2. : 백범김구선생기념사업협회 회장
- 2020년 1월 ~ 2020년 2월: 자유한국당 제21대 총선 공천관리위원장
- 2020년 2월 ~ 2020년 3월: 미래통합당 제21대 총선 공천관리위원장
- 2020년 1월 ~ 12월 : 롯데문화재단 이사장
- 엄홍길휴먼재단 고문
- 2021년 2월 ~ 2021년 11월 : 국회 국민통합위원회 공동위원장
- 2021년 3월 ~ 2021년 4월 : 국민의힘 부산시당 4.7 부산시장 보궐선거 선거대책위원회 명예선거대책위원장
- 2022년 5월 ~ 2022년 6월 : 국민의힘 제8회 지방선거 부산 선거대책위원회 명예선대위원장
- 2023년 2월 ~ 2023년 5월 6·25 전쟁 정전 70주년 사업 고문위원
- 2023년 5월 ~ : 재단법인 백선엽장군기념재단 고문

## 수상
- 2013년 국민훈장 무궁화장
- 2010년 그리스 의회 황금메달 훈장
- 2010년 몽골 북극성 대훈장

## 저서
- 2016.11 다시쓰는 술탄과 황제
- 2016.3 누구를 위한 나라인가
- 2012.11 술탄과 황제
- 2010.04 사랑할 수 밖에 없는 이 아름다운 나라
- 2009.03 길 위에서 띄운 희망편지
- 2003.05 돌담집 파도소리
- 1999.09 엿듣는 사람들

## 역대 선거 결과
|  | 41.34% |

|  | 42.13% |

|  | 53.42% |

|  | 48.37% |

|  | 43.46% |

## 소속 정당
| 소속 정당 | 소속 정당  | 소속 기간 | 비고                |
| --------- | ---------- | --------- | ------------------- |
|           | 민주정의당 | 1982      | 정계 입문           |
|           | 무소속     | 1982~1990 | 탈당                |
|           | 민주자유당 | 1990~1995 | 복당                |
|           | 신한국당   | 1995~1997 | 당명 변경           |
|           | 한나라당   | 1997~2008 | 합당                |
|           | 무소속     | 2008~2010 | 탈당                |
|           | 한나라당   | 2008~2012 | 복당                |
|           | 새누리당   | 2012~2016 | 당명 변경 정계 은퇴 |
|           | 무소속     | 2016~2020 | 탈당                |
|           | 자유한국당 | 2020      | 복당                |
|           | 미래통합당 | 2020      | 합당                |
|           | 국민의힘   | 2020~현재 | 당명 변경           |

## 같이 보기
- 영도구 (1988년 선거구)
- 부산 영도구의 국회의원
- 대한민국의 국회의장